# Cuisine marocaine
La cuisine marocaine est une cuisine méditerranéenne caractérisée par sa variété de plats issus principalement de la cuisine berbère, avec des influences arabes, juives et andalouses.
Malgré ses traits communs avec les cuisines des autres pays nord-africains, la cuisine marocaine a su conserver son originalité et ses spécificités culturelles uniques.

## Description

### Influences
La cuisine marocaine a subi de multiples influences : amazighes, andalouse. On note également une influence asiatique,.
La cuisine marocaine reflète l'histoire du pays et les différentes populations qui s'y sont installées. Le tajine vient des amazighes  ; ceux-ci ont apporté les dattes (qui aident à rompre le jeûne de Ramadan), le lait, les céréales, le pain, les amandes, les fruits et les herbes. L'invasion arabe a apporté les épices, les fruits secs, les noix ainsi que les combinaisons aigres-douces ; les Maures ont introduit les olives, son huile et les agrumes tandis que les Juifs ont notamment partagé leurs techniques de conservation comme ceux des citrons confits ou des cornichons, sans oublier les Britanniques qui, au XVIIIe siècle, ont importé le fameux thé ni les colons français qui ont laissé derrière eux une culture de cafés, de pâtisseries et même de vinification. Mais les deux grandes empreintes de la cuisine marocaine restent en fait l’influence arabe et andalouse - arabe en ce qui concerne les m’qalla, m’hammar et m’aammar, et andalouse pour ce qui est m’jammar, harira, pastilla et pour tout le reste.

### Diversité

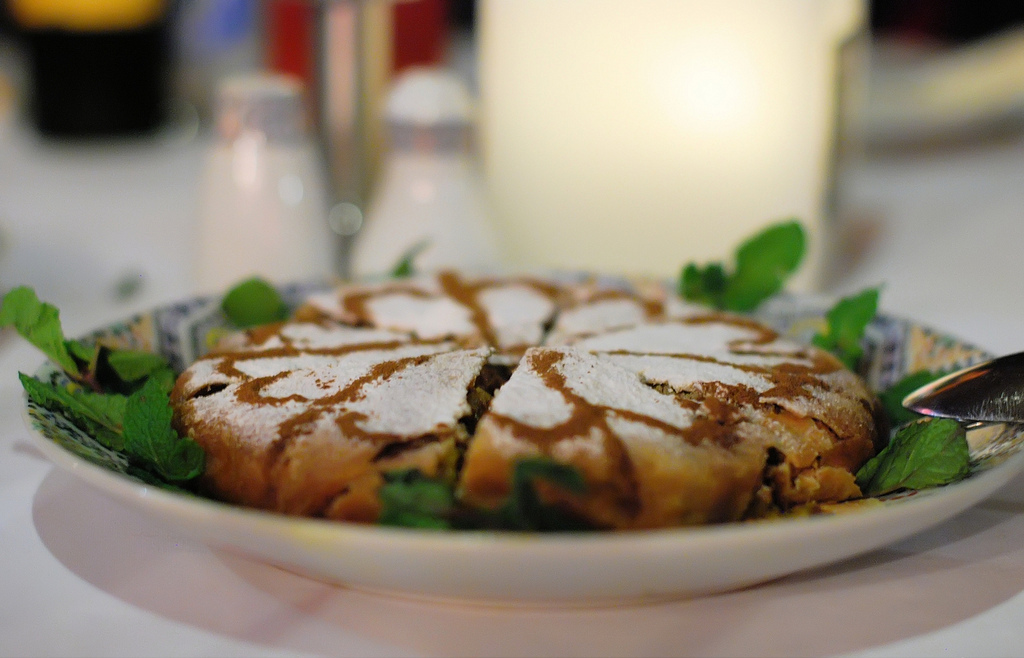
Pastilla.

La cuisine marocaine offre une grande diversité de plats : couscous, tajine souvent agrémenté de fruits secs, pastilla enrichie aux amandes et noix, méchoui, briouats (petits feuilletés triangulaires fourrés à la viande ou au poisson).

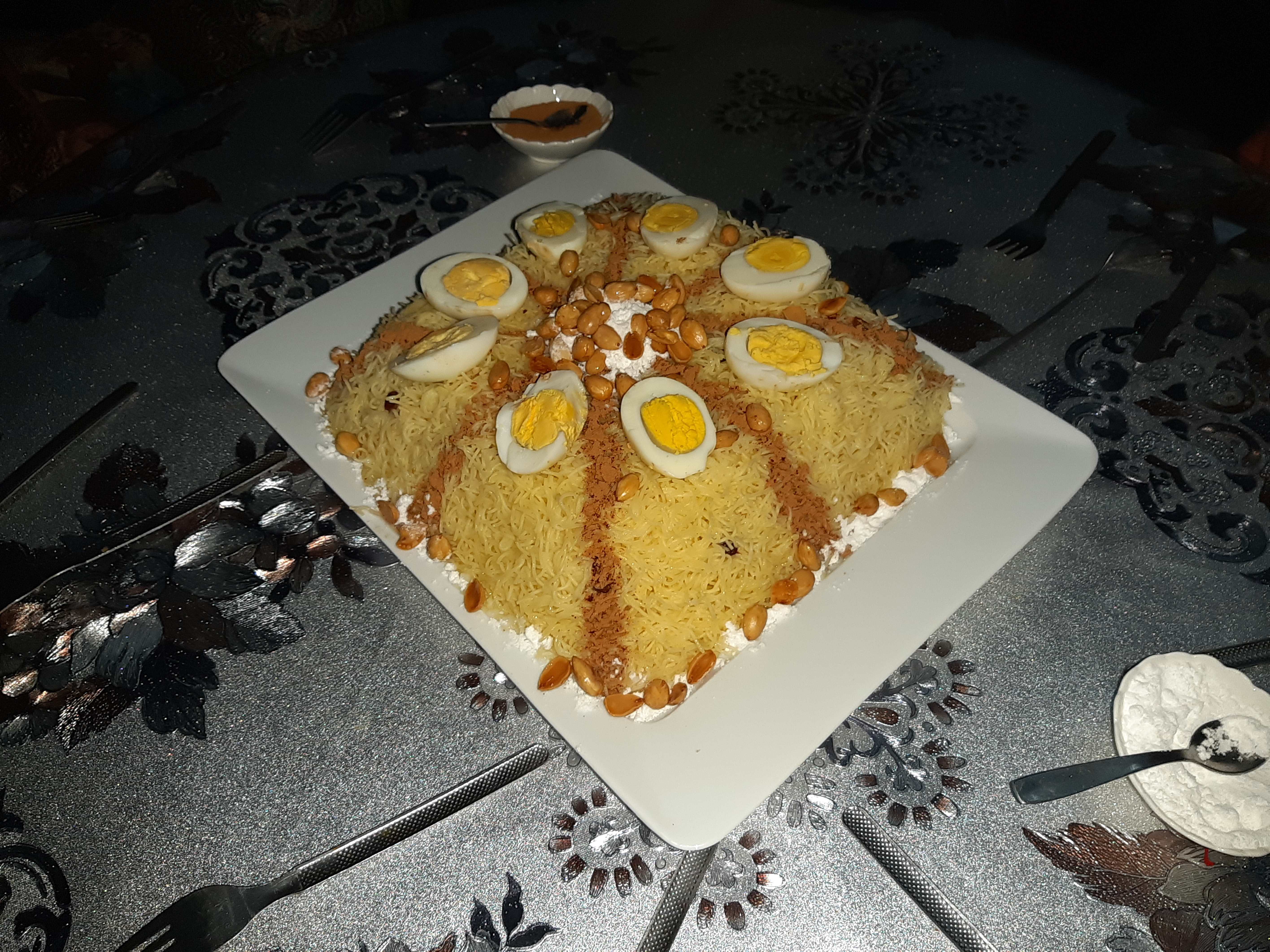
Seffa.

Il existe, par ailleurs, d'autres plats typiquement marocains : le tajine mrouzia, la tangia marrakchie, la soupe dite harira, le baddaz, la tagoulla (bouillie de farine d'orge), la seffa, la salade marocaine ou encore la salade d'orange parfumée à la cannelle. Les ingrédients utilisés sont principalement les légumes, les lentilles, les haricots blancs, les fèves (notamment pour la préparation de la bessara), mais également les poissons (surtout la sardine qui est très populaire). 
Un autre met typique du Maroc est réalisé avec la tête de mouton, qui est rôtie et nettoyée avant d'être cuisinée en mijoté. Le résultat est une viande extrêmement tendre et fondante, particulièrement parfumée avec un subtil arrière goût de fumée.

## Petit déjeuner

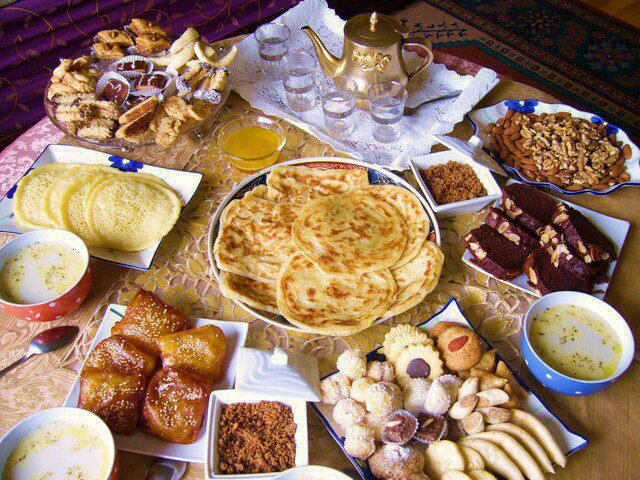
Table de douceurs marocaines.

Le petit déjeuner peut se présenter sous différentes formes au Maroc. Des Marocains prennent un petit déjeuner à la française avec de la baguette grillée, du café et du jus de fruits. Plus fréquemment, les autres (comme les Marrakchis) petit déjeunent en deux fois : ils commencent par un thé à la menthe et de la harcha (un pain dur fait à base de semoule) ou du msemmen, de la rziza, du meloui (plus flexible et moins compact que le msemmen) ou du baghrir, accompagnés de miel, de confiture, de beurre ou de fromage frais (jben), et parfois de l'amlou amazighe  (pâte composée d'huile d'argan, d'amandes grillées et de miel), qu'ils font suivre, quelques heures plus tard, par un thé ou un café et des plats tels que la soupe bissara. D'autres Marocains encore consomment du pain avec de l'huile d'olive, du thé et différentes sortes de crêpes marocaines pré-citées.

## Pain

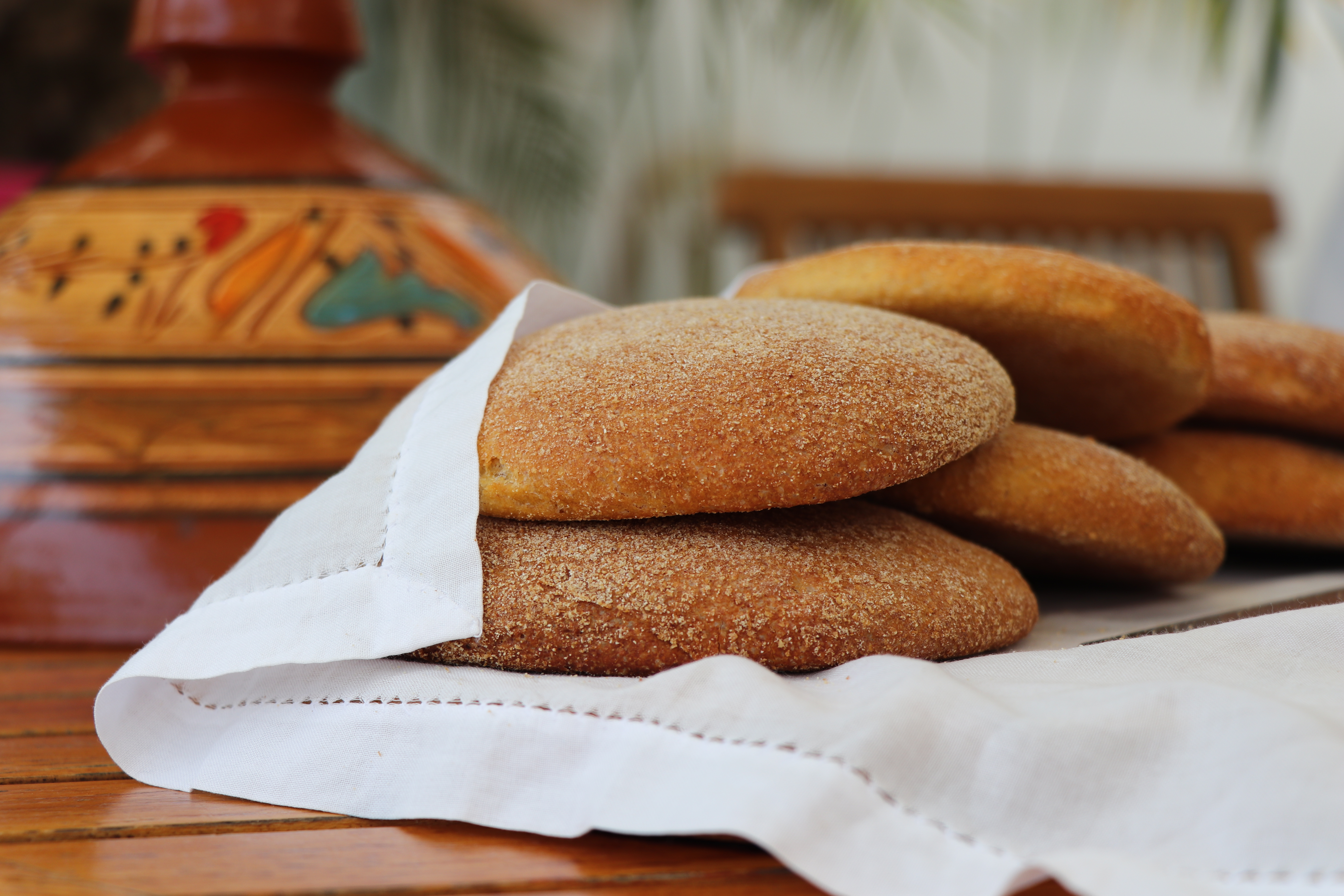
Pain marocain.

Quant au pain (khubz) au Maroc, il est rond, épais et très différent d'une ville à l'autre, tant par sa préparation (les mkhemrats à base de tahin sont préparées différemment du pain traditionnel) que par ses ingrédients (l'orge ou la farine de maïs peuvent également entrer dans sa composition). Pour chaque recette, il existe plusieurs variantes et appellations suivant les régions.

## Condiments, aromates et épices

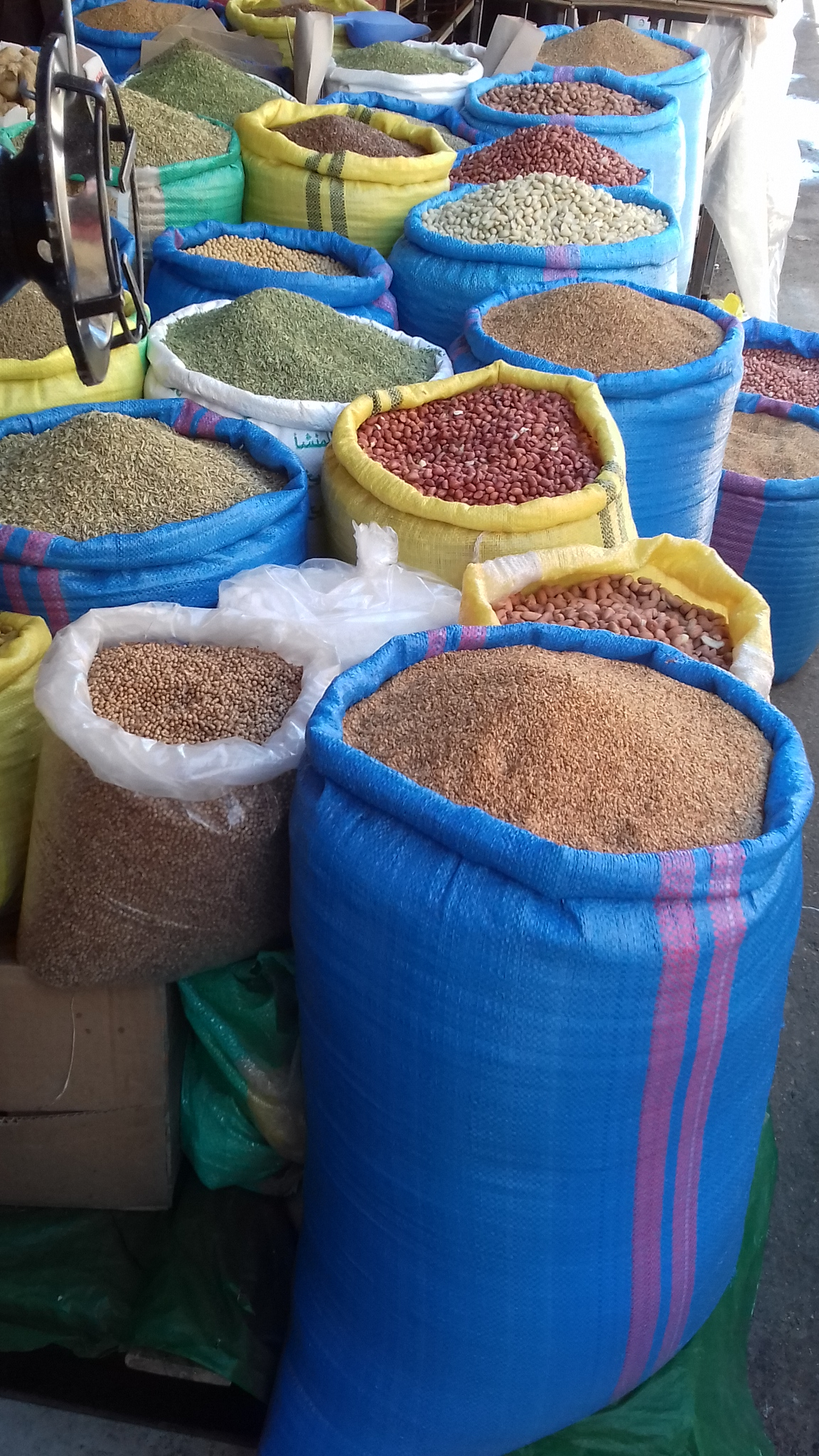
Sacs d'épices à Meknès.

Les épices jouent un rôle prépondérant dans la cuisine marocaine . Le safran (de Taliouine), l'aneth, le clou de girofle, la coriandre, le gingembre, la cardamome, le paprika, le cumin, le poivre, le curcuma sont très utilisés tout comme le curry, l'ail ou les graines de nigelle.
L'épice appelée ras el-hanout (« tête de la boutique ») est un mélange de 20 à 40 épices différentes concoctées au gré du propriétaire de l'épicerie. Bien que d'origine marocaine, le ras-el-hanout est apprécié dans toutes les cuisines maghrébines.
L'oignon est très utilisé surtout dans la préparation des tajines.
Le Maroc est connu pour ses olives de Meknès servies à table ou en décoration de plats ; les rouges et vertes sont utilisées dans le tajine et les noires peuvent être farcies de fromage en briouats.
Les citrons de Fès en conserve sont un autre ingrédient clé dans de nombreuses recettes de tajine et certaines salades.
Les aromates comme le persil (maadnous), la coriandre, (qsbour), le romarin, l'origan, le fenouil, le thym, l'anis, les feuilles de laurier et le basilic sont également utilisés en abondance pour rehausser le goût des mets et pour les parfumer. Persil et coriandre sont toujours achetés ensemble dans les souks marocains car ils figurent les herbes les plus couramment utilisées dans presque tous les plats de la cuisine marocaine. La menthe (na'naa) les suit de près puisqu'elle est utilisée pour faire le thé à la menthe marocain fréquemment consommé. L'absinthe (shiba) est illégale dans certains pays mais au Maroc, elle remplace habituellement la menthe en hiver lorsqu'elle devient hors saison. La verveine (louisa) et la marjolaine sont également utilisées dans le thé et appréciées pour leurs qualités curatives. L'anis est ajouté dans les pâtisseries et le pain, et l'on peut trouver du thym agrémentant des desserts.
Bien qu'originaire de Tunisie, la harissa est une sauce piquante utilisée pour pimenter les brochettes, le couscous, les marinades et certains tajines au Maroc

## Plats

### Préparation
Au Maroc, la cuisine est exclusivement le domaine des femmes, excepté pour la préparation du méchoui, des brochettes et de la tanjia, préparés essentiellement par des hommes. Les mesures sont peu connues : les femmes reproduisent les gestes de leurs mères et de leurs grands-mères Rituels

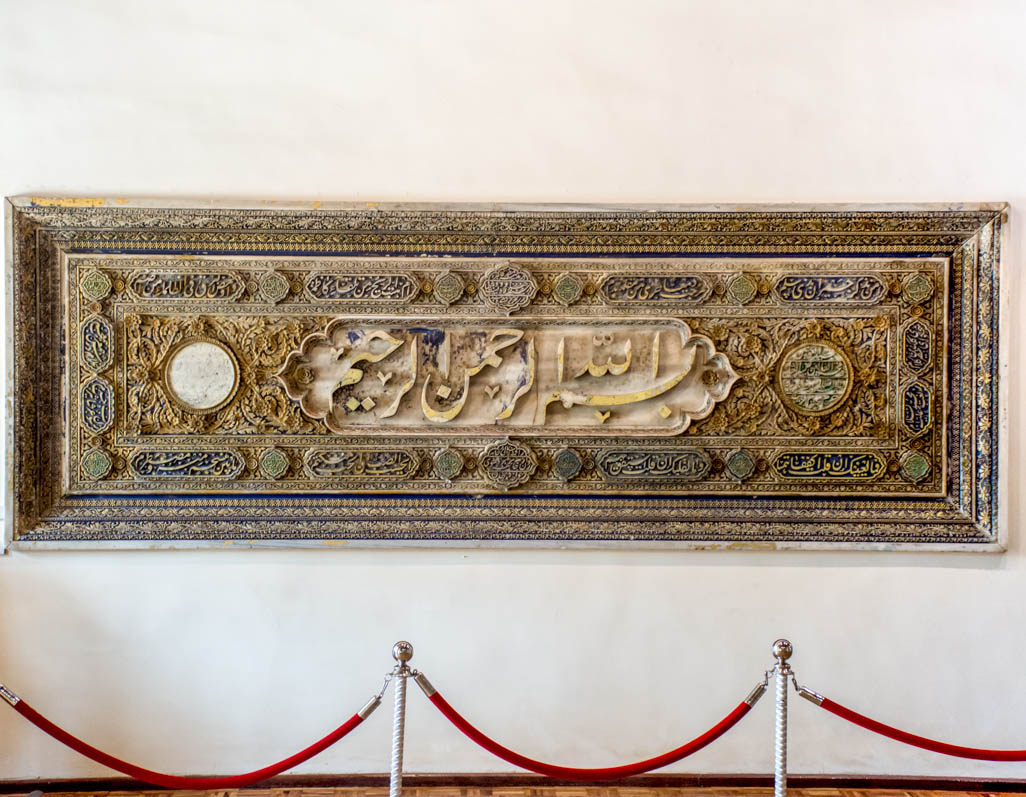
Bismillah sur marbre gravé.

Le premier rituel du repas est de se laver les mains, puis on prononce Bismillah ! (« Au nom de Dieu ») en se mettant à table. À une table d'hôte traditionnelle, la maîtresse de maison ou une femme de la famille vient juste avant le repas avec le chellal traditionnel marocain (un lave-main en cuivre ou en argent), du savon et un torchon qu'elle suspend sur son avant-bras, auprès de chaque personne réunie autour de la table basse, pour verser un peu d'eau sur ses mains, les laver avec le savon puis les rincer et les essuyer.
Dans la plupart des maisons marocaines, la table est garnie d'une sélection de diverses sortes de salades (zaalouk, bakoula, tomates, concombres) et d'un tajine ou d'un couscous, tous placés en même temps. Quand la table sera desservie, l'hôte apportera une assiette de fruits, des pâtisseries souvent à base d'amande et servira du thé à la menthe.
Le pain, rond et plat, sert de fourchette car les plats sont dégustés traditionnellement avec le pouce, l'index et le majeur de la main droite (dans les pays musulmans, la main gauche est réservée aux gestes impurs).
Comme le déjeuner est généralement copieux, le dîner est plus léger (sauf pendant le Ramadan), composé parfois des restes du déjeuner ou d'une soupe. 
Lors des grandes occasions, comme les mariages qui ont toujours lieu la nuit, il est donné un grand festin où figurent salades, pastilla, tajine, couscous, corbeille de fruits, thé à la menthe accompagné de pâtisseries aux amandes, mais il peut également être composé d'un plat de poulet farci, d'un tajine de mouton aux pruneaux et aux amandes et toute une variété de briouats. 

### Entrées
Les repas commencent souvent par des salades crues (crudités) ou cuites (cuidités), ou encore des purées froides de légumes : briouates, feggou, mhencha salée et autres pastillas.

### Plats de viandes ou de poissons

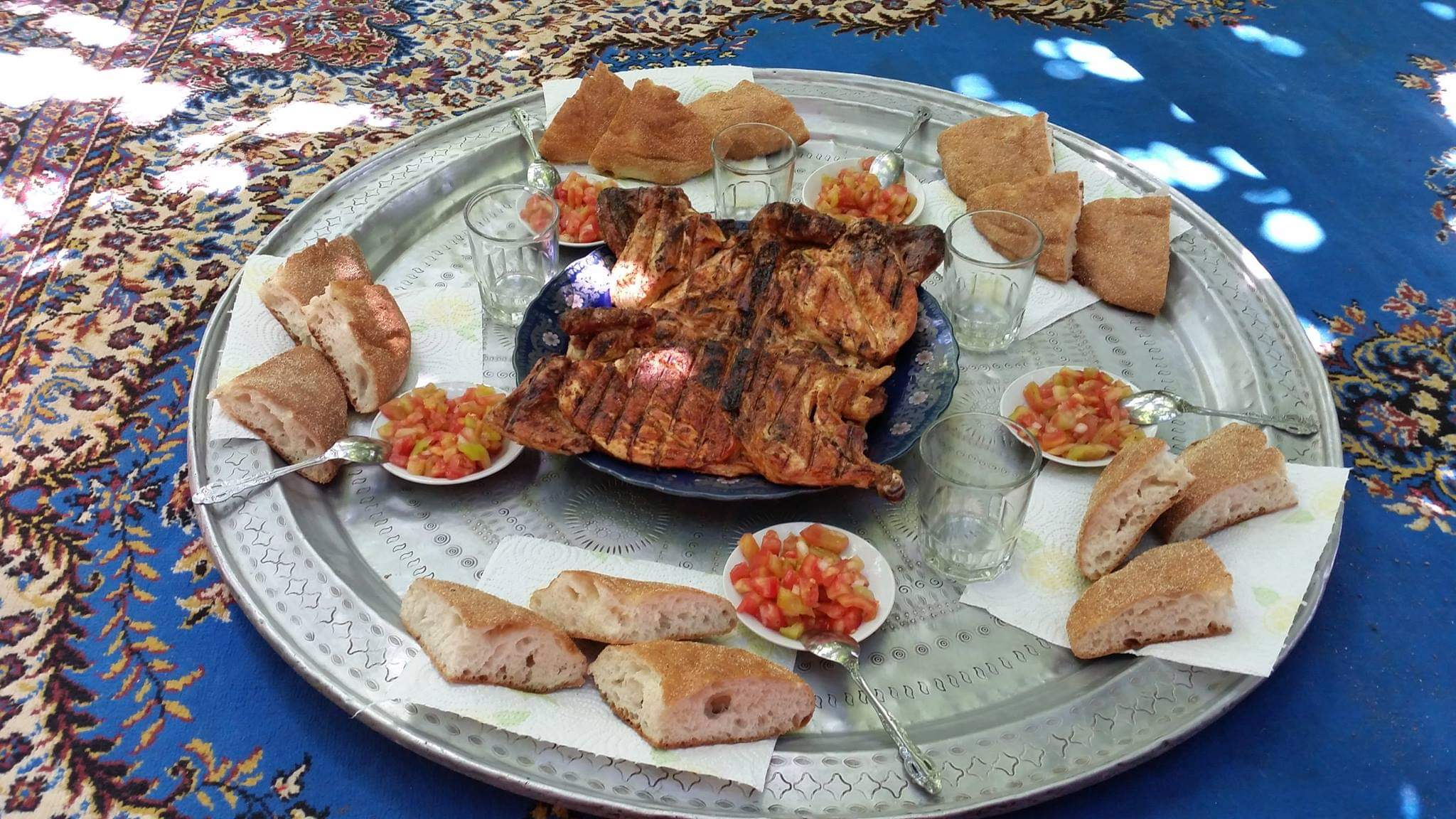
Poulet grillé.

Les plats mêlent souvent le sucré-salé, avec de la viande ou du poisson assaisonnés d'épices comme la cannelle, le safran, le gingembre ou la coriandre, et rehaussés de fruits secs comme l'amande ou le pruneau. On retrouve ce mariage de sucré et salé dans des plats tels que la pastilla de poulet aux amandes, le tajine de pruneaux, d'abricots, de coings, la tfaya (compotée d'oignons caramélisées aux raisins secs), etc.
La viande la plus consommée au Maroc est le poulet, suivie du bœuf puis de l'agneau. Les mets les plus connus sont le tajine et le couscous, dont les recettes sont multiples et variées, ou encore le méchoui de style kebab, préparé à l'occasion des grandes fêtes familiales ou religieuses.

### Soupe

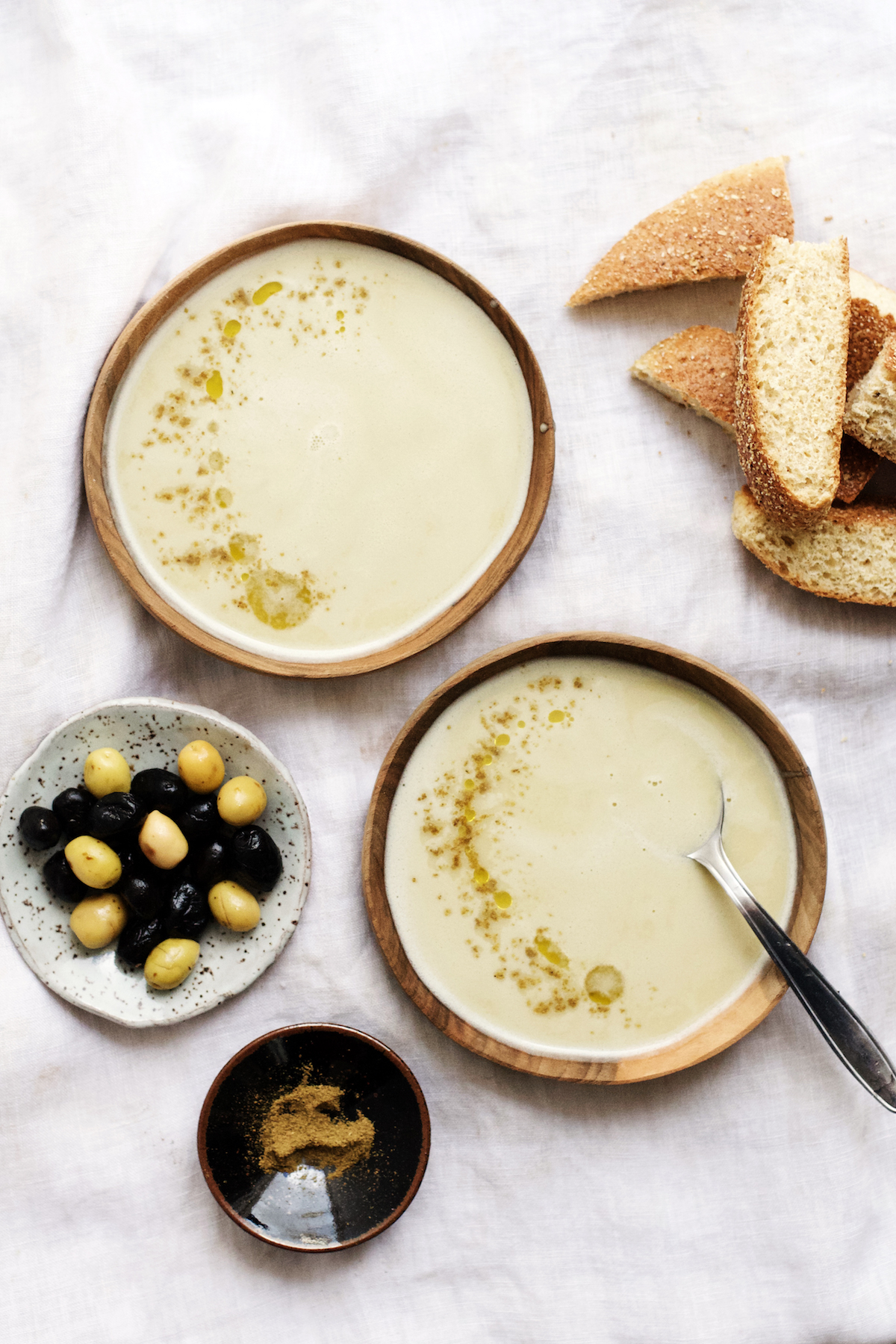
Bissara servie avec olives, épices et pain.

Originaire d'Andalousie et du monde arabe,, la harira est la soupe la plus connue au Maroc et partage son succès en Algérie.  Elle se prépare en deux temps avec un apport de farine et se compose d'une base de tomates avec des pois chiches, de la viande, des lentilles et des petites nouilles. Elle peut être agrémentée de coriandre et de citron. C'est une soupe roborative qui est servie au moment de rompre le jeûne pendant tout le mois du Ramadan mais elle est également consommée tout au long de l'année, particulièrement pendant l'hiver. Chaque ville possède sa harira.
La bissara est une autre soupe à base de fèves sèches que l'on trouve dans les anciennes places de la médina des villes, également consommée pendant les mois les plus froids de l'année.
La soupe d'escargots marocaine, également connue sous le nom de bebouche, est une délicieuse préparation culinaire qui trouve ses racines dans la riche tradition gastronomique marocaine. Cette soupe est préparée en combinant des escargots locaux avec un mélange d'épices et d'herbes aromatiques, offrant ainsi une expérience gustative unique. Les escargots sont soigneusement nettoyés et mijotés dans un bouillon parfumé, créant une soupe délicieusement onctueuse et parfumée. Le mets est souvent servi lors des nuits froides place Jemaa el-Fna.

### Pâtisseries

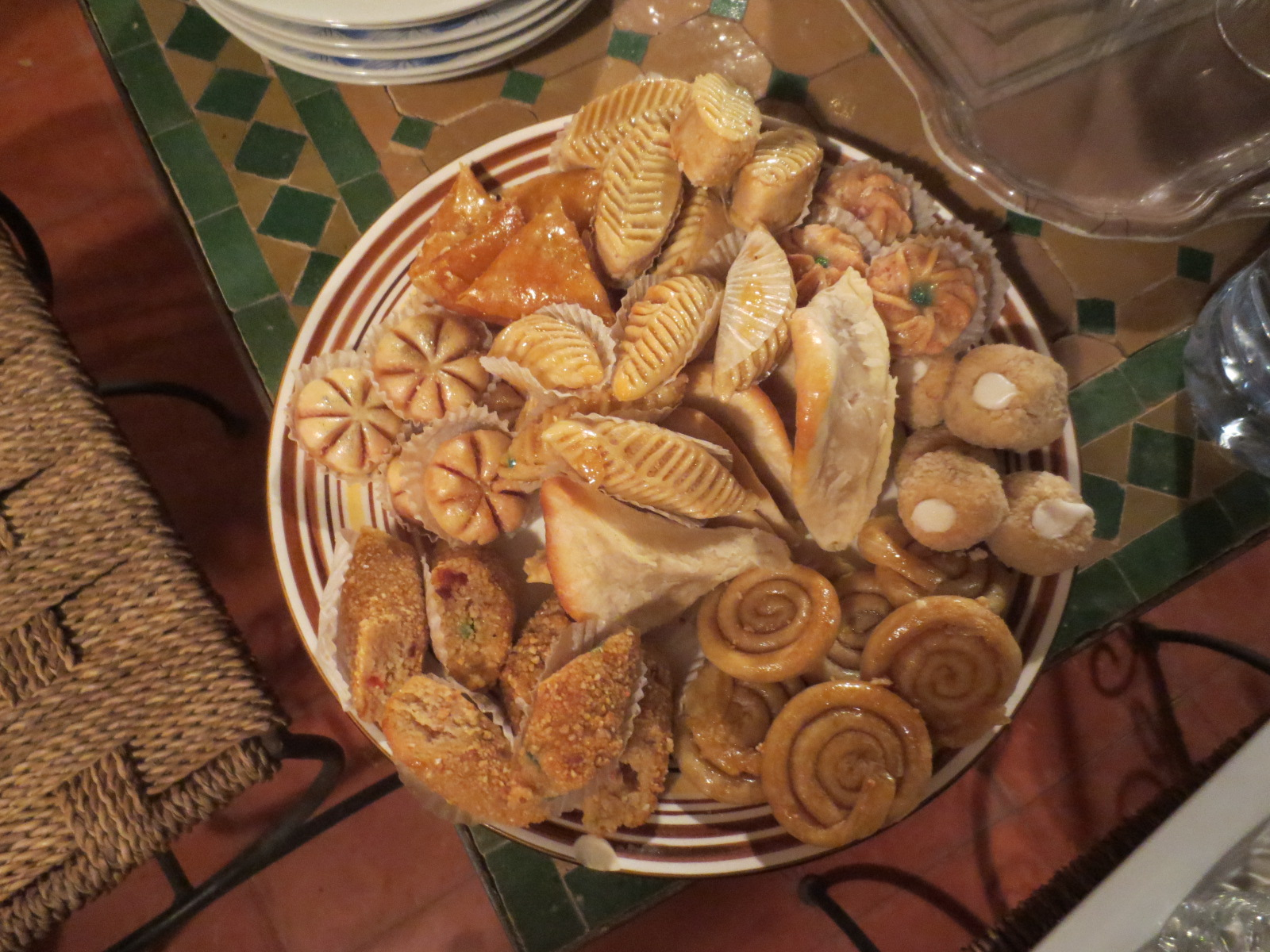
Pâtisseries marocaines traditionnelles.

Mélanges raffinés d'amandes, d'eau de fleur d'oranger, de miel et de cannelle, ces douceurs sont souvent servies avec un verre de thé à la menthe. Les plus connues des pâtisseries marocaines sont probablement les cornes de gazelle, les chebakia frits dans l'huile et adoucies de miel. Sans oublier la pastilla au lait, les msemen (crêpes), les briouates au miel et aux amandes ou encore le baghrir.
Les graines de sésame agrémentent de nombreuses pâtisseries marocaines et sont très importantes pour les desserts spéciaux du Ramadan.
L'eau de rose et l'eau de fleur d'oranger sont des ingrédients importants dans les desserts, comme la pastilla à la crème, la muhallabiya ou les salades de fruits. Elles peuvent être également utilisées dans certaines boissons comme les jus de fruits.

### Thé à la menthe

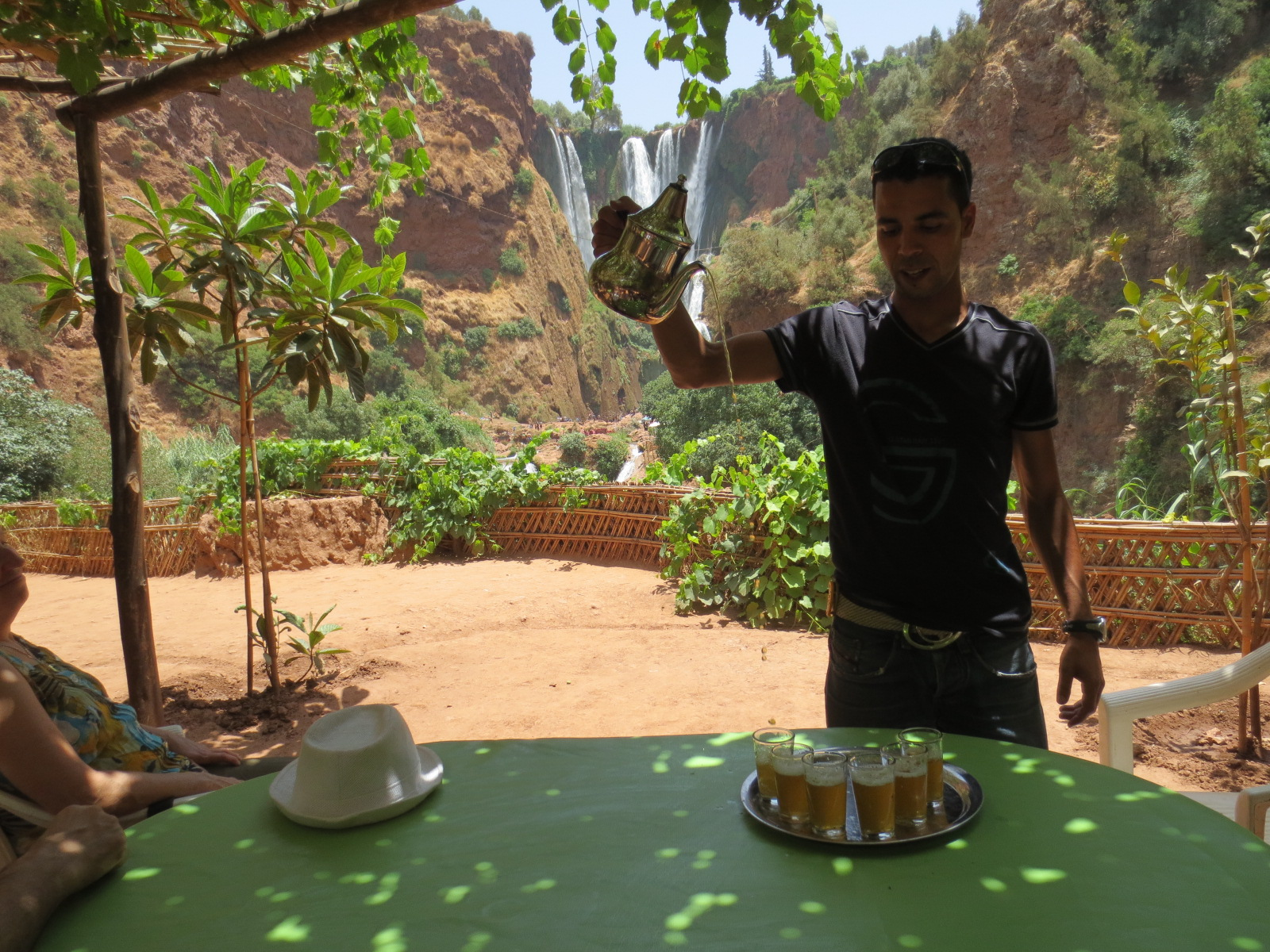
Service traditionnel du thé à la menthe aux cascades d'Ouzoud (Atlas).

Le thé (atay) à la menthe est la boisson principale au Maroc ; on en boit à tout moment et à toute occasion, pour conclure un marché, accueillir un hôte, finir un repas, ou tout simplement se désaltérer. Si cette coutume paraît ancestrale, elle ne date que du milieu du XVIIIe siècle, lorsque les cargaisons de thé britanniques arrivèrent dans les ports marocains, particulièrement de Mogador et de Tanger,.
La préparation du thé à la menthe relève d'un rituel spécifique pour en exhaler toutes les saveurs. Il est généralement servi dans des petits verres et très sucré particulièrement dans le nord du pays et plus parfumé au sud où on y rajoute du safran.

### Autres boissons

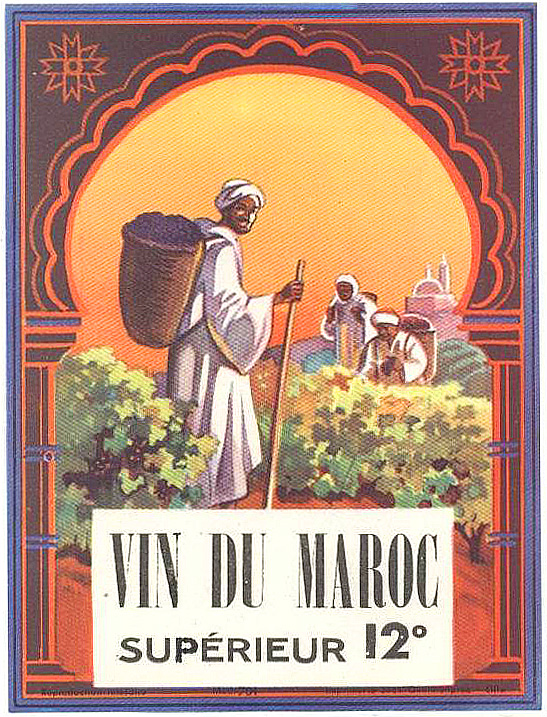
Ancienne étiquette de vin marocain.

L'autre boisson d'agrément peut être un café noir ou dit « cassé » avec du lait (qahwa mherssa).
Bien que l'Islam interdise de boire de l'alcool, il existe une industrie importante de vin au Maroc, initiée par les Français dans le pays. On peut citer la cave la plus en vue qui est les Celliers de Meknès produisant une gamme de qualité dite Guerrouane, les réserves du domaine Sahari, Beauvallon et Médaillon, un label de qualité,.
La production de bière au Maroc a également été introduite par les Français et le pays consomme actuellement 2,5 litres par personne et par an, dont il produit 97%. La Société des Brasseries du Maroc est leader du marché (90 %) et fait partie du Groupe Castel et supervise la production et la distribution de bière,. La bière marocaine premium est la Casablanca qui est une bière blonde mais d'autres bières importées sont populaires dans le pays telles que Spéciale Flag (Pilsner), Stork (light lager) ou Heineken.

## Patrimoine culturel immatériel
« La diète méditerranéenne » (« ensemble de savoir-faire, connaissances, pratiques et traditions » qui concerne les pays méditerranéens) a été inscrite le 16 novembre 2010 sur la liste représentative du patrimoine culturel immatériel de l’humanité de l'UNESCO.

## Plats traditionnels marocains

### Couscous

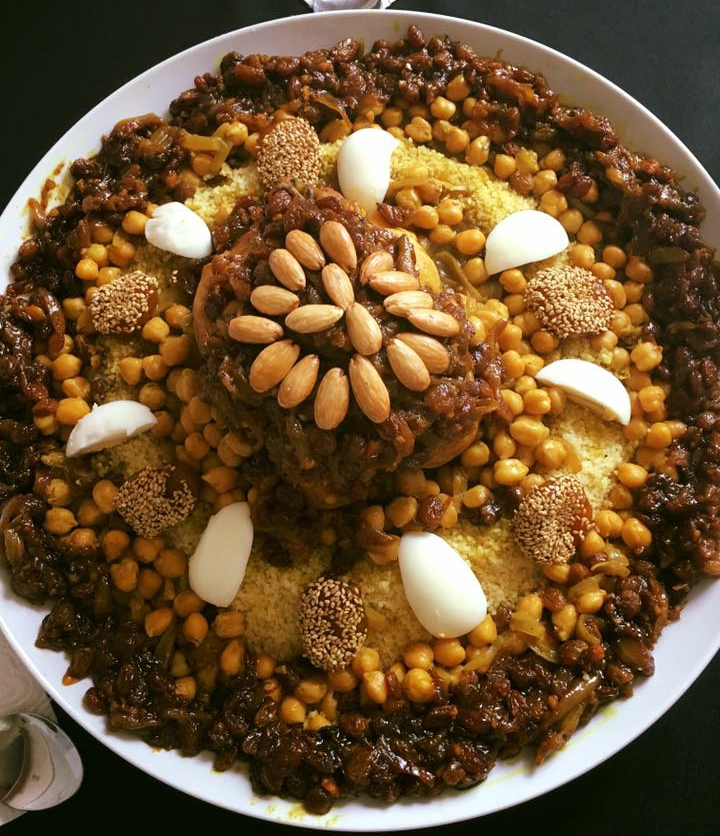
Assiette de couscous tfaya marocain et poulet rôti.

- Couscous aux sept légumes
- Couscous d'agneau
- Couscous tfaya
- Couscous de potiron
- Couscous au poulet et légumes

### Tajine
Tajines (400 variétés environ) : tajine de poulet aux olives, tajine de viande et d'abricots, tajine de veau aux pruneaux, tajines de viande au fond d'artichaut et petits pois, tajine de viande aux cardons, tajine de légumes, tajine de poisson, tajine de sardine, de fruits de mer…

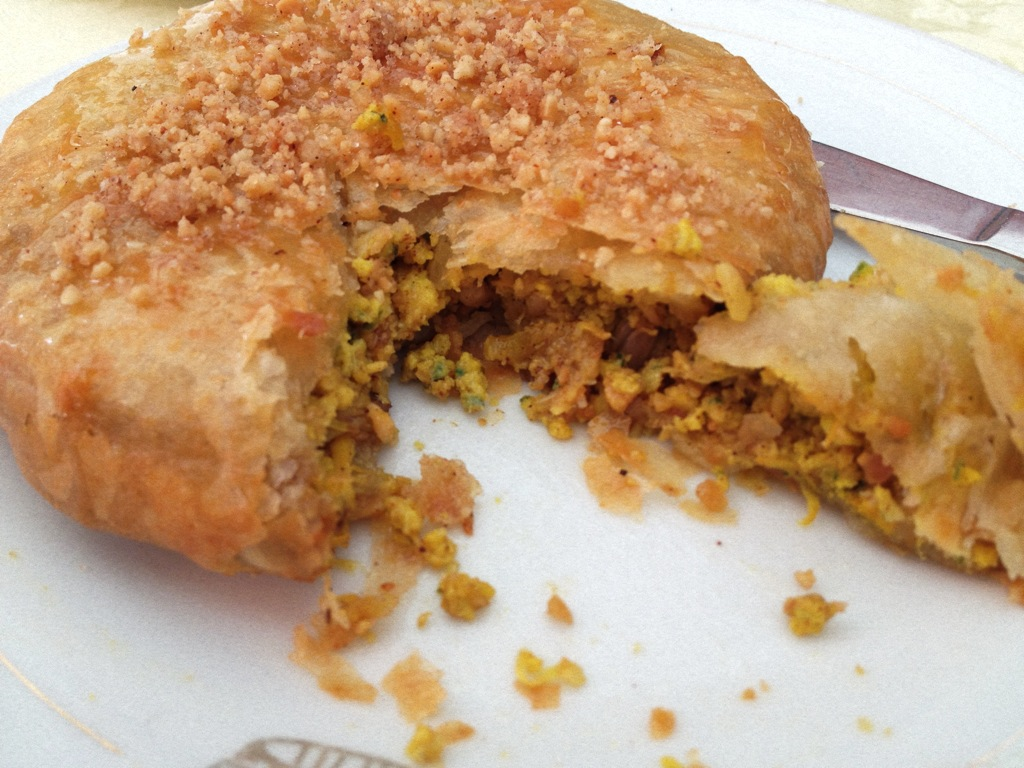
Pastilla au poulet.

- Tangia marrakchia

### Pastilla
- Pastilla au poulet et amandes
- Pastilla aux fruits de mer

### Autres plats

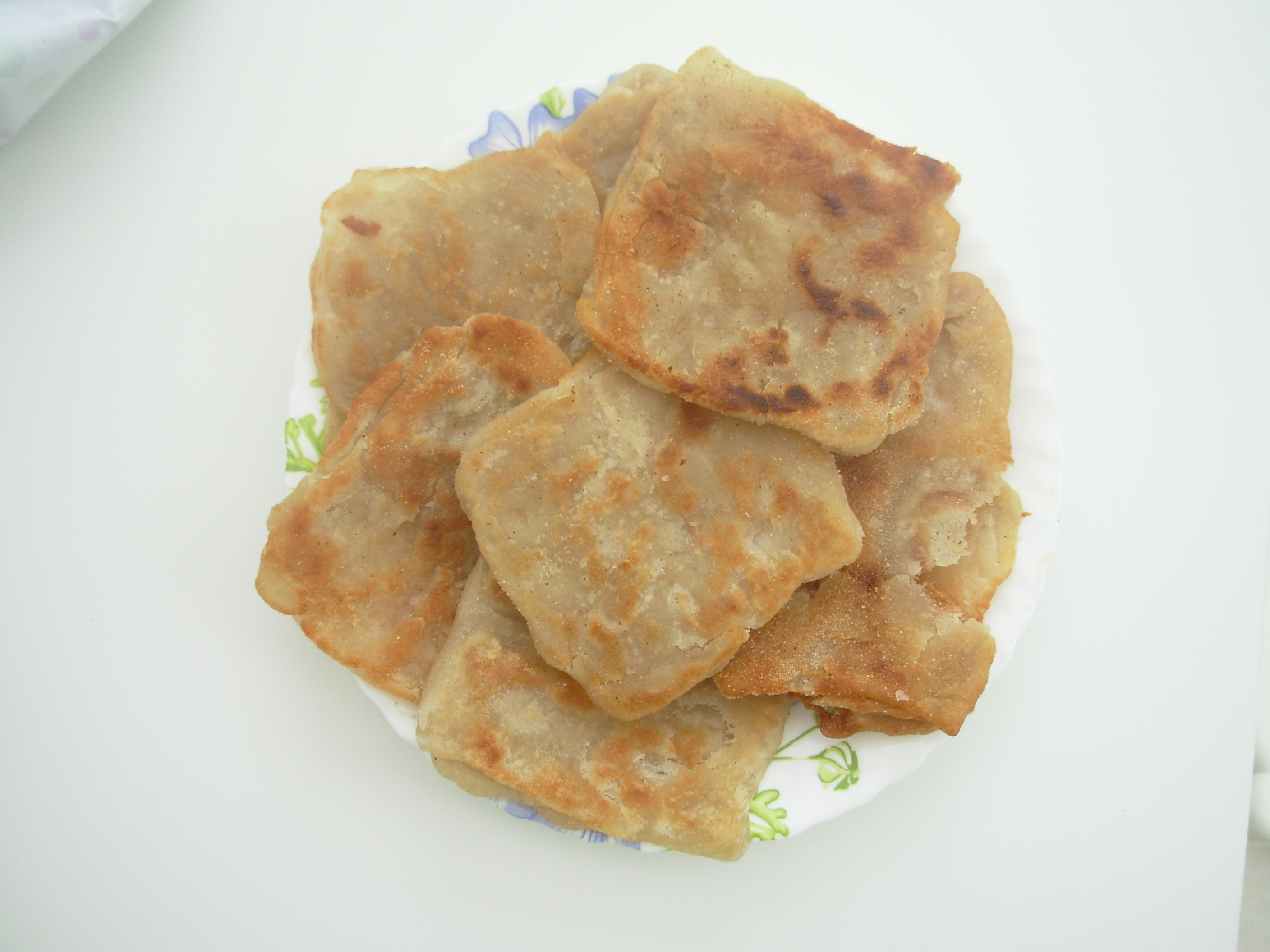
Msemmen

- MsemmenRfissa
- Seffa medfouna
- Briouate (brick)
- Mhancha salée
- Msemen (crêpe) farcie

### Salade
- Zaalouk
- Salade baqoula
- Salade de carottes
- Salade composée

### Pâtisserie

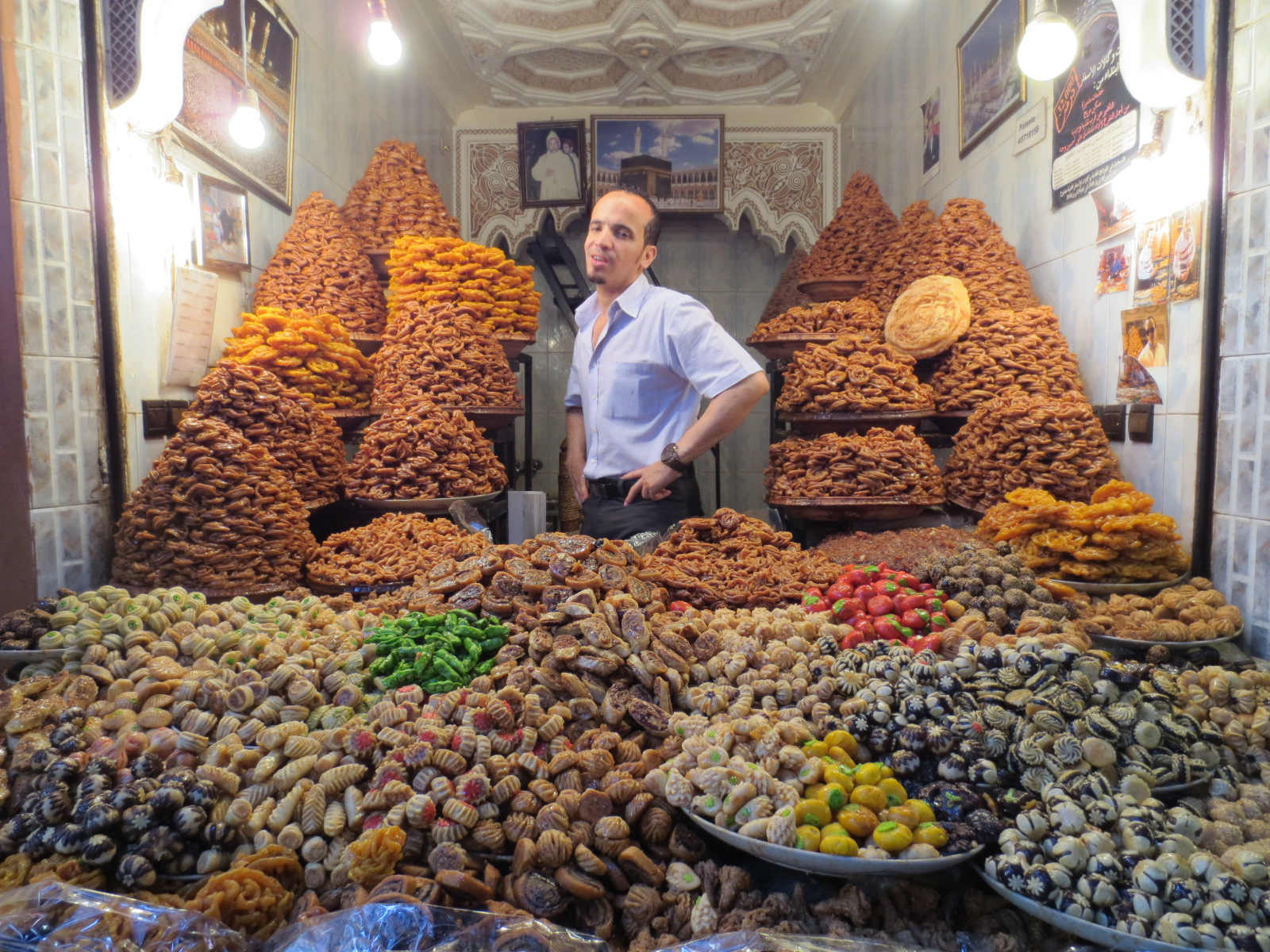
Étal de pâtisseries marocaines.

- Ghriba

- Gâteaux Richbond
- Chebakia
- Corne de gazelle
- Mhencha
- Baghrir
- Msemen
- Briouate aux amandes
- Etc.

### Filmographie
- L'Explorateur des cuisines. Maroc , film de Timothée Janssen, Gédéon programmes, Paris, ADAV, 2008, 52 min (DVD).